# Бхагалпур
Бхагалпур (англ. Bhagalpur, гінді भागलपुर) — місто в індійському штаті Біхар, адміністративний центр округу Бхагалпур. Місто найбільш відоме своєю шовковою промисловістю[джерело?].

## Географія
Лежить на висоті близько 45 метрів над рівнем моря на правому березі Гангу.

### Клімат
Місто знаходиться у зоні, котра характеризується вологим субтропічним кліматом. Найтепліший місяць — травень із середньою температурою 31.3 °C (88.3 °F). Найхолодніший місяць — січень, із середньою температурою 17.9 °С (64.2 °F).
| Клімат Бхагалпура       | Клімат Бхагалпура | Клімат Бхагалпура | Клімат Бхагалпура | Клімат Бхагалпура | Клімат Бхагалпура | Клімат Бхагалпура | Клімат Бхагалпура | Клімат Бхагалпура | Клімат Бхагалпура | Клімат Бхагалпура | Клімат Бхагалпура | Клімат Бхагалпура | Клімат Бхагалпура |
| Показник                | Січ.              | Лют.              | Бер.              | Квіт.             | Трав.             | Черв.             | Лип.              | Серп.             | Вер.              | Жовт.             | Лист.             | Груд.             | Рік               |
| Середній максимум, °C   | 24,2              | 27,2              | 33,1              | 37,5              | 37,6              | 35,5              | 33                | 32,6              | 32,8              | 32,2              | 29,4              | 25,5              | 31,7              |
| Середня температура, °C | 17,9              | 20,6              | 26                | 30,4              | 31,3              | 30,9              | 29,7              | 29,5              | 29,3              | 27,6              | 23,3              | 19                | 26,3              |
| Середній мінімум, °C    | 11,6              | 13,9              | 18,9              | 23,3              | 25                | 26,3              | 26,3              | 26,3              | 25,8              | 23                | 17,1              | 12,4              | 20,8              |
| Норма опадів, мм        | 18.2              | 11.4              | 10.3              | 21.5              | 63                | 187.4             | 264.5             | 240.7             | 211.6             | 83.2              | 5.4               | 3.3               | 1120.5            |
| ----------------------- | ----------------- | ----------------- | ----------------- | ----------------- | ----------------- | ----------------- | ----------------- | ----------------- | ----------------- | ----------------- | ----------------- | ----------------- | ----------------- |
| Джерело: Weatherbase    |                   |                   |                   |                   |                   |                   |                   |                   |                   |                   |                   |                   |                   |